# James White (baloncestista)
James William "Flight" White IV (Washington D. C., 21 de octubre de 1982) es un exjugador y entrenador profesional de baloncesto estadounidense.

## Carrera

### Universidad
En la universidad, su primer año lo pasó en la Universidad de Florida (2001-02), donde promedió 6,2 puntos por encuentro. Al año siguiente jugó en la Universidad de Cincinnati, convirtiéndose con los Bearcats en una estrella en las tres campañas que disputó con ellos, siendo su año sénior su mejor temporada con unos números de 16,3 puntos, 5 rebotes, 2 asistencias, 1,1 robos y 0,8 tapones. 

### Profesional
Fue seleccionado en la 31.ª posición del Draft de la NBA de 2006 por Portland Trail Blazers, aunque inmediatamente traspasaron sus derechos a Indiana Pacers por Alexander Johnson (la elección #45 de ese mismo draft) y una segunda ronda de 2007 y 2008.
El 30 de octubre de 2006 fue cortado por los Pacers. En los partidos de pretemporada promedió 3.8 puntos y 2.0 rebotes, y el 3 de noviembre los Spurs le firmaron un contrato. Su primera temporada en la NBA la ha ido alternando con partidos con Austin Toros de la NBDL. 
En octubre de 2007 fichó por el Fenerbahçe Ülkerspor de Turquía.
[actualizar]

### BIG3
White se incorporó al BIG3 en 2017 como parte del equipo Trilogy. Fue campeón de la competición en 2017, 2021 y 2022. 

## Estadísticas de su carrera en la NBA
|  | Denota temporada en la que fue Campeón de la NBA |

### Temporada regular
| Año     | Equipo      | PJ | PT | MPP  | %TC  | %3P  | %TL  | RPP | APP | ROB | TPP | PPP |
| ------- | ----------- | -- | -- | ---- | ---- | ---- | ---- | --- | --- | --- | --- | --- |
| 2006-07 | San Antonio | 6  | 2  | 22.8 | .439 | .286 | .800 | 3.3 | .8  | .5  | .2  | 8.3 |
| 2008-09 | Houston     | 4  | 0  | 2.8  | .600 | .500 | .000 | .0  | .3  | .3  | .3  | 1.8 |
| 2012-13 | New York    | 57 | 16 | 7.6  | .431 | .341 | .579 | .8  | .5  | .2  | .1  | 2.2 |
| Total   | Total       | 67 | 18 | 8.7  | .438 | .340 | .676 | 1.0 | .5  | .3  | .1  | 2.7 |

### Playoffs
| Año   | Equipo   | PJ | PT | MPP | %TC  | %3P  | %TL  | RPP | APP | ROB | TPP | PPP |
| ----- | -------- | -- | -- | --- | ---- | ---- | ---- | --- | --- | --- | --- | --- |
| 2009  | Houston  | 5  | 0  | 2.4 | .333 | .500 | .000 | .2  | .0  | .0  | .0  | 1.4 |
| 2013  | New York | 4  | 0  | 2.3 | .500 | .000 | .000 | .5  | .0  | .0  | .0  | 1.0 |
| Total | Total    | 9  | 0  | 2.3 | .385 | .250 | .000 | .3  | .0  | .0  | .0  | 1.2 |